# Anolis websteri
Anolis websteri este o specie de șopârle din genul Anolis, familia Polychrotidae, descrisă de Arnold 1980. Conform Catalogue of Life specia Anolis websteri nu are subspecii cunoscute.